# Chulla
Chulla, palabra derivada del kichwa (quechua) que significa impar. En Quito (República del Ecuador) el chulla fue un personaje típico que surgió a fines del siglo XIX hasta mediados del siglo XX. Hombre originario de Quito, pero reservado para personas notables por su rapidez, picardía, buen humor y elegancia en el vestir. El chulla fue el "hombre" prototipo de la vieja ciudad indo-hispana de Quito y se caracterizaba por ser original, educado, formal, conversador, tenía fama de bohemio, iconoclasta e incluso carismáticamente se lo consideraba como un frustrado intelectual además contó con el apoyo incondicional del pueblo quiteño.
Según el psiquiatra y genealogista quiteño Fernando Jurado Noboa, fue antihéroe porque no fue divinizado –excepto cuatro o cinco personas, para confirmar la regla- y no se distinguió por sus acciones extraordinarias, sino por su filosofía de existencia, que resumía el sentir de buena parte de una ciudad; fue travieso como un duende, ocultable como el mismo, y mago, por su arte fingido, porque cuando quiso violó la ley natural.
En Quito circuló y aún circula la versión de un chulla de clase media, cuya camisa tenía solo pechera, tenía un solo traje y un solo par de zapatos, eso sí, bien lustrados.
Chulla también tiene sentido de algo para el que se queda solo, como por ejemplo decir una chulla media, un chulla zapato, una chulla vida. En el caso del chulla quiteño también se aplica a su estado de soltero.